# Zitronenbrillenvogel
Der Zitronenbrillenvogel (Zosterops citrinella)  ist eine Singvogelart aus der Familie der Brillenvögel (Zosteropidae).

## Beschreibung
Der Zitronenbrillenvogel erreicht eine Größe von 10 bis 12 cm. Das Kopfgefieder ist gelb, das Rückengefieder geht vom Gelben ins Grüne über. Der Hals ist gelblich und der Bauch ist weiß gefärbt. Um die Augen verläuft ein auffälliger weißer Ring. Der Schwanz ist hellgrün, die Beine sind schwarz.

## Verbreitung und Lebensweise
Der Zitronenbrillenvogel kommt in den Wäldern, Mangroven und Grasflächen auf den Kleinen Sundainseln, den Inseln der Torres-Straße und anderen kleinen Inseln an der Nordküste Australiens vor. Er ernährt sich von Insekten, Blättern und Blüten, daneben verschmäht er auch Beeren und Nektar nicht. Der Gesang der Vögel wird als sehr hoch beschrieben. Er sei noch in weiter Entfernung zu hören. Ihr komplexer Gesang ist meist am Morgen, zur Kontaktaufnahme mit dem Partner und vor allem in der Paarungszeit zu hören. Die kleinen Vögel verteidigen ihr Revier energisch gegen fremde Artgenossen, dabei vollführen die Vögel aufwendige Flugmanöver oder hacken mit dem Schnabel aufeinander ein.

## Fortpflanzung
Die Fortpflanzungszeit der Vögel dauert von Dezember bis Juni. Beide Partner sind an dem Aufbau des Nestes, einer geflochtenen Kugel aus Blättern, welche u. a. mit Spinnweben zusammengeklebt und in einer Astgabel von hohen Bäumen angelegt wird, beteiligt. In das Nest legt das Weibchen 2 bis 4 weißliche bis hellblaue Eier. Die Brutdauer beträgt 10–12 Tage und die Versorgung der Jungtiere im Nest ca. 11–13 Tage, danach werden die Jungvögel noch bis zu 2 Wochen von beiden Elternteilen gemeinsam versorgt.

## Gefährdung
Die IUCN stuft diese Art aufgrund ihres großen Verbreitungsgebietes als potenziell gefährdet (Least Concern) ein.